# Międzynarodowa Komisja Teologiczna
Międzynarodowa Komisja Teologiczna – w Kurii Rzymskiej ekspercka komisja naukowa podległa Kongregacji Nauki Wiary. Jej zadaniem jest opracowywanie rozwiązań w kwestiach spornych dotyczących teologii.
Dokumenty i opracowania Międzynarodowej Komisji Teologicznej nie mają mocy wiążącej, chyba że Kongregacja lub papież postanowią inaczej. Na czele Międzynarodowej Komisji Teologicznej stoi prefekt Kongregacji Nauki Wiary (od 2023 urząd ten sprawuje kard. Victor Manuel Fernández). Sekretarzem generalnym Komisji jest Piero Coda.
Polskimi członkami Komisji Teologicznej byli: Stanisław Olejnik (1969-1975), Bogusław Inlender (1975-1980), Ignacy Różycki (1980-1983), Stanisław Nagy (1986-1997), Andrzej Szostek (1992-1997), Tomasz Węcławski (1997–2004), Jerzy Szymik (2004–2014) i Krzysztof Góźdź (2014-2019). Od 2021 w Komisji zasiadał Marek Jagodziński do dnia swojej śmierci 21 kwietnia 2025